# Microhexura montivaga
Espèce
Microhexura montivaga est une espèce d'araignées mygalomorphes de la famille des Microhexuridae.

## Distribution
Cette espèce est endémique des États-Unis. Elle se rencontre en Caroline du Nord et au Tennessee.

## Habitat
Cette espèce se rencontre dans les sapinières vers le sommet des monts Mitchell, Grandfather, LeConte et du dôme Clingmans.

## Description
Le mâle holotype mesure 2,7 mm.
Les mâles mesurent de 2,48 à 3,22 mm et les femelles de 2,62 à 3,77 mm.

## Systématique et taxinomie
Cette espèce a été décrite par Crosby et Bishop en 1925.

## Publication originale
- Crosby & Bishop, 1925 : « Two new spiders from the Blue Ridge Mountains of North Carolina. » Entomological News, vol. 36, p. 142-146 (texte intégral).